# C'mon
《C'mon》은 B'z의 18번째 정규 음반이다. 2011년 7월 27일에 버밀리온 레코드에서 발매됐다.

## 개요
전작 《MAGIC》에서부터 솔로 활동을 거쳐서 제작된 정규 음반이다.
초회한정반에서는 〈C'mon〉, 〈안녕 상처투성인 날들이여〉, 〈Don't Wanna Lie〉 3곡의 PV를 수록한 DVD가 부속. 또, 추첨으로 50조 100명이 초대되는 B'z 프리미엄 라이브 “PEPSI NEX presents B'z 1DAY LIVE” 티켓 응모 추첨 카드가 초회한정반과 통상반에 봉입되어있다(2011년 9월 6일 24시 마감). 초회한정반, 통상반 모두에 슬리브 사양이 되어있으며, 음반으로는 《B'z The Best "Pleasure II"》 이래로 약 6년 만에 플라스틱 케이스가 채용됐다.
이 음반은 2010년 5월경부터 사전제작이 개시되었지만 머지않아 멤버의 솔로 활동이 개시됐기 때문에 제작은 일단 중단- 그 후 같은 해 11월부터 재개됐다. 이 기간에는 18곡에 달하는 노래가 제작됐지만, 마츠모토는 “많이 노래를 만들어서 밸런스를 보면서 수록곡을 고르고 구성해간다라는 것은 원래 예정하고 있었다”라고 말한 대로 마지막으로 13곡(1곡은 과거의 곡의 리메이크이기 때문에 실제로는 12곡)으로 집약됐다. 결과적으로는 전 음반 《MAGIC》보다 제작 기간이 긴 작품이 되며, 데드 스톡의 곡 다수도 6곡과 B'z의 음반 사상 최다로 되어 있다. 데드 스톡은 은은한 불〉이나 〈유성 마스크〉, 신나는 디스코적인 곡 등도 있는 것 같다.
음반 제목인 《C'mon》에 대해서는 음반 제작 종반에 발생한 동일본 대지진의 영향이 있다고 한다. 음반 제작이 한창 순조롭게 진행되고 있던 때에 지직이 발생하며, 그 때에는 분위기로서 제작이 한번 완전히 스톱됐다. 그 때문에 노래를 총괄할 때에 무슨일이 있어도 “지진 이전”, “지진 이후”라는 단락이 붙어버리고 그 것들을 정리시킨 음반 제목으로는 고생했다는 것이다. 타이틀곡 〈C'mon〉은 지진 후에 완성했지만, B'z의 밴드의 애티튜드를 나타내는데 좋게, 지진 전에 제작된 곡도 하나씩 묶여진다는 이유로 《C'mon》이 음반 제목이 됐다. 또, 음반 발매 후에 개최된 라이브 투어 “B'z LIVE-GYM 2011 -C'mon-”의 MC로 이나바는 “《C'mon》이라는 제목으로는 “함께”라는 기분을 강하게 강하게 담았어요.”라고 하고 있다.
이번 음반의 CM 영상은 다수 패턴이 존재하며, 발매 직전에 행해진 북미 라이브 투어의 영상, 마츠모토와 이나바가 곡명의 끝말잇기(일본어: しりとり 시리토리[*])를 하고 있는 것, 타이틀 곡 〈C'mon〉을 어쿠스틱으로 부르고 있는 것, 마츠코 디럭스만이 단독으로 출연하고 있는 것 등이 존재한다.

## 수록곡
CD
1. C'mon (4:16)
멤버도 출연하고 있는 펩시콜라 “펩시넥스” People편 CM 음악(2011년 7월 16일부터 온에어 개시).
본작에서 유일하게 지진 후에 작사된 노래[1]로, 지진을 의식한 내용이다. 후렴 마지막의 “C'mon”이라는 구절은 마츠모토의 작곡 시점에서는 존재하지 않았지만, 이나바의 아이디어로 추가됐다.
PV는 초원 속에서 멤버가 반주한다는 것으로 CM의 영상과는 분위기가 다르다.
앨범 투어로 본편 라스트에 반주된 것 이외에 “B'z LIVE-GYM Pleasure 2013 -ENDLESS SUMMER-”에서는 돔 공연에서 세트 리스트에 더해졌다.
2. 안녕 상처투성인 날들이여(さよなら傷だらけの日々よ) (3:41)
48번째 싱글. 전 곡과 마찬가지로, 펩시넥스의 CM 음악이 된 곡.
마츠모토 말하길 “너무 헤비가 돼도 이상하고, 밸런스가 어려웠던 곡”이라는 것[1].
3. 한방울의 당신(ひとしずくのアナタ) (3:43)
본작 중에서도 특히 프로그래밍이 강조되고 있다. 제작하고 있는 중에 헤비한 어레인지가 되고 있었다.
6현을 한 음 내린 드롭 D튜닝로 연조되고 있고, B'z로는 거의 보지 못한 곡 구성으로 되어있다[1].이것은 이나바의 요망이며, 기본으로 튜닝 내림은 노래에 맞추고 있다고 한다.
아리나 투어에서는 연주됐지만, 관객의 흥이 생각한 느낌보다 다르다는 것으로, 돔 투어에서는 세트 리스트에서 제외됐다.
4. Homebound (4:11)
49번째 싱글 《Don't Wanna Lie》의 2nd beat.
멤버는 “단골인 쾅 소리와 고조시키는 것이 아닌, 조용한 발라드의 방향으로 가고 싶다고 마지막으로 결정하고 있었다”고 말하고 있다.
5. Don't Wanna Lie
49번째 싱글.
6. DAREKA (3:31)
간주 코러스로는 서포트 멤버 셰인 갈라스와 베리 스팍스가 일본어로 부르고 있고, 이나바는 여기를 유니크하다고 느꼈단 것 같다. 셰인은 일본어를 로마자로 바꿔서 불렀지만, 베리는 웬일인지 닮은 영어단어를 용의해서 코러스를 했다고 한다.
이나바 말하길 “가사는 사소한 변화를 반복해서 완성했다”는 것이다[1].
7. 보스(ボス) (4:07)
한나라의 수상을 연상시키는 가사로 되어있으며, 사회 풍자적인 내용이 되어있다.
지진 후에 완성한 노래로, 본작 수록곡에서는 마지막으로 완성한 곡이다[1].
이나바에 의하면 가사의 이미지는 지진 전에서 있으며, 멜로디를 들은 단계에서 “이 가사를 맞춘다면 맞을 것 같다”라고 생각하고 작사가 됐다[1]
엔딩에서의 기타 리프 솔로 파트는 마츠모토의 “거기까지 전혀 나오지 않았던 부분을 등장시켜서 끝내고 싶다”라는 아이디어에 의한 것.
8. Too Young (3:42)
4비트의 노래로, 마츠모토 말하길 “자신의 감각에서 한다는 이 곡은 쇼와 가요이다”라는 것. 그 때문에 마츠모토 보다 조금 세대가 아래인 이나바는 이 곡을 부르는 것에 대해서 처음애는 내키는 마음이 없었다고 한다[1]. 하지만, 마츠모토는 “반드시 좋은 곡이 될거라고 확신하고 있었다”고 말한다.
B'z의 노래는 드물게 우드 베이스나 월리처가 사용되고 있다. 마츠모토와 이나바 모두,  이 곡의 오노즈카에 의한 월리처 솔로를 마음에 들어하고 있다.
앨범 투어에서는 마스다의 피아노를 듣고 싶다고 회보 등에서 부추키고 있었지만, 최종적으로는 미연주가 됐다. 2013년 현재로는 본작 유일한 라이브 미연주 곡이다.
9. 필그림(ピルグリム) (3:59)
TV 시리즈의 닫는 곡으로의 사용은 처음이며, 방송으로는 방송 횟수 · 방송 기간(2011년 8월 6일 ~ 8월 27일[주 5]) 최소가 됐다.
본작 발매 전에 사용되는 것이 결정되고, 원래는 〈Don't Wanna Lie〉와 둘 다 《명탐정 코난》 주제가의 후보로 들고 있었다.
본작 수록곡에서 처음으로 완성한 노래이고, 솔로 활동 직전의 2010년 5월에 제작됐다.
타이틀의 〈필그림(pilgrim)〉은 영어로 “순례자”, “방랑자”를 뜻한다.
B 멜로디의 멜로디가 후렴의 양쪽 멜로디에 유용되고 있다. 이것은 마츠모토의 아이디어로 “B멜로디와 후렴 코드 진행이 함께였기 때문에 다음 부분에서도 전 멜로디가 맞으므로, 그 사이를 비집고 들어간다면 재미있을 거라고 생각했다”고 말하고 있다. 빠른 단계에서 문득 떠올랐던 것 같고, 어레인지가 시작됐던 첫 날에는 다시 해보고 있었다.
10. 더 마이스터(ザ・マイスター) (3:43)
GS 음악.
처음에 작곡된 인트로의 리프에 맞춰서 노래의 파트를 결정하고, 리프의 멜로디를 그대로 간주의 코러스에 유용해서 제작됐다. 가사에는 언어유희의 요소가 포함되어있고, “다른 노래와는 완전히 분위기가 다르며, 가장 재밌는 상태가 됐다”라고 한다[1].
앨범 투어에서는 본편 종반에 연주되며, 간주 부분은 이나바와 관객과의 콜&리스폰이 행해졌다.
11. 데드 엔드(デッドエンド) (3:45)
〈안녕 상처투성인 날들이여〉와 같은 시기에 제작되고, 제작을 겹쳐가는 중에 점점 헤비가 되어있었다고 한다.
이나바에 의하면 “흥을 내는 것이 어렵고, 창법을 바꾸고 있었다”라는 것[1]. 특히, A멜로디는 몇번이나 고치며 불렀다고 한다.
앨범 투어에서는 미연주가 됐지만, “B'z LIVE-GYM Pleasure 2013 -ENDLESS SUMMER-” 투어의 홀 공연에서 라이브 첫 연주가 됐다.
12. 명명(命名) (5:19)
〈필그림〉과 마찬가지로 2010년 5월에 제작됐다.
가사에 대해서 이나바는 “가사의 원형태는 이미 작사되고 있었고, 이 곡의 멜로디를 들었을 때에 맞다고 생각해서 가사를 적용시켰다”고 하고 있다[1]. 또한, 발매 직후의 인터뷰에서는 이 곡이 앨범의 사실 상의 라스트 넘버라고 말해지고 있다[2]가, 앨범 투어에서는 전반에 연주되며, 본편은 라스트에서는 타이틀 곡 〈C'mon〉이 연주됐다.
13. ultra soul 2011 (3:49)
31번째 싱글 《ultra soul》의 재녹음 버전
과거 곡의 리메이크가 정규음반에 수록되는 것은 8번째 음반 《LOOSE》 수록의 〈BAD COMMUNICATION(000-18)〉 이래이며, 마지막으로 수록되기 때문에 보너스 트랙적이라는 것[2]. , 재녹음된 계기는 TV 아사히에서 《세계 수영》 방송 10주년을 기념해서, 2011년에는 첫 년도의 테마송이였던 〈ultra soul〉을 다시 사용하고 싶다라는 요청이 왔기 때문[1]. 그것을 받은 멤버가 “그것으로는 새롭게 바꿔서 녹음하자”라고 말한 것에 의해서, 다시 녹음이 결정. 녹음은 2011년 4월 1일에 같은 계열 음악방송 《뮤직 스테이션 3시간 SP》의 출연 때문에 서포트 멤버가 일본에 온 시기에 행해졌다[1].
어레인지에 대해서 이나바는 “새로운 어레인지의 아이디어가 나오면 적극적으로 시험할 작정이었지만, 결국 원곡의 어레임지에 가까운 형태가 됐다. 새로 이 노래가 가진 파워를 알아차렸다”라고 하고 있다[1].
라스트 후렴에서 아웃트로 전반의 부분(약 51초)를 사용한 PV도 제작되고, 과거의 〈ultra soul〉의 라이브 영상을 맞이은 것이 되고 있다.

DVD(초회한정반에만)
아래 노래의 뮤직비디오를 수록.
1. C'mon
2. 안녕 상처투성인 날들이여
3. Don't Wanna Lie

## 타이업
- 애니메이션 《명탐정 코난》 여는 곡, 및 극장판 《명탐정 코난: 침묵의 15분》 주제가. (#5)
- NHK 교육 텔레비전의 《청춘 리얼》의 2011년 8월 27일 방송분에서는 닫는 곡으로 사용됐다. (#6)
- 닛폰 TV계 애니메이션 《명탐정 코난》 - 〈코난 키드의 료마 보물 공방전 편〉 닫는 곡. (#9)
- 제14회 세계 수영 선수권 대회 공식 테마송이다. (#12)

## 참가 뮤지션
- 마츠모토 타카히로: 기타·전곡 작곡·편곡
- 이나바 코시: 보컬·전곡 작곡·편곡
- 테라치 히데유키: 전곡 편곡
- 셰인 갈라스: 드럼
- 베리 스팍스: 베이스(#1~7, 9~13)
- 리크 피에라브라치: 우드 베이스(#8)
- 오노즈카 아키라(DIMENSION): 피아노(#6,12)·오르간(#6, 7)·월리처(#8)
- 카츠다 카즈키(DIMENSION): 색소폰(#6, 8, 10)
- 코바야시 후토시: 트럼펫(#6, 8)
- 노무라 히로유키: 트롬본(#6, 8)
- 스기야마 마이코: 스트링스(#4, 5, 9, 12)
- Lime Ladies Orchestra: 스트링스(#4, 5, 9, 12)

### 내용주
1. ↑  PV는 3곡 모두 발매 전부터 유튜브의 B'z 공식 채널에서 공개되고 있었다.
2. ↑  정규 음반으로는 《ELEVEN》 이래로 약 11년만
3. ↑  등장하는 곡은 〈사요나라키즈다라케노히비요〉→안녕 상처투성인 날들이여(마츠모토)→〈요루니후라레테모〉→밤에 채여도(이나바)→〈모카리맛카〉→장사 잘되나요(마츠모토) → 〈카몬〉(C'mon)(이나바)의 4곡
4. ↑  끝말잇기편과 촬영장소, 앵글이 같다.
5. ↑  이 기간은 괴도 키드를 메인으로 한 “여름의 괴도 키드 축제” 방송 기간이였다.

### 참조주
1. 1 2 3 4 5 6 7 8 9 10 11 12 13 14 15  소니 매거진즈 《WHAT's IN?》 2011년 8월호 (2011년 7월 14일 발행·발매) 36~37쪽 ALBUM CHECK B'z.
2. 1 2  타워레코드의 인터뷰, Yahoo! 뮤직의 인터뷰 보관됨 2012-07-22 - 웨이백 머신.